# Amitturyuap Kuugaa
Der Amitturyuap Kuugaa ist ein etwa 110 km langer Zufluss des Queen Maud Gulf in Nunavut in Kanada. Bis September 2012 hieß der Fluss offiziell noch „Kuugaarjuk River“. Es gibt noch einen weiteren Fluss in Nunavut, südlich der Boothia-Halbinsel gelegen, der offiziell „Kuugaarjuk River“ heißt.

## Flusslauf
Das Quellgebiet des Amitturyuap Kuugaa befindet sich 93 km östlich der Bucht Kiluhiqtuq (vormals Bathurst Inlet) auf einer Höhe von etwa 85 m. Er fließt anfangs etwa 55 km nach Norden. Anschließend biegt er nach Osten ab. Knapp 20 km oberhalb der Mündung wendet sich der Fluss für 6 Kilometer nach Norden, um anschließend erneut nach Osten zu fließen. Auf seinen letzten 3 Kilometern fließt der Amitturyuap Kuugaa wieder nach Norden und mündet schließlich 1,5 km westlich der Flussmündung des Kulgayuk (vormals Tingmeak River) in eine kleine verzweigte Bucht an der Südwestküste des Queen Maud Gulf. Der Amitturyuap Kuugaa durchfließt auf seinem Weg zum Meer eine vom Kanadischen Schild geprägte Tundralandschaft. Auf seinen unteren 30 Kilometern durchquert der Fluss den äußersten Westen des Vogelschutzgebietes Ahiak Migratory Bird Sanctuary.